# Kylie Minogues diskografi
Diskografi af den australske sangerinde Kylie Minogue består af 11 studiealbum, 9 opsamlingsalbum, 4 livealbum, 4 EP'er, 11 remixalbum og 51 singler. Minogues karriere som sangerinde begyndte under hendes popularitet i Neighbours, en australsk sæbeopera. Minogue indspillet hendes debutalbum Kylie med Stock, Aitken og Waterman. Albummet solgte over 5 millioner eksemplarer. Hendes andet album Enjoy Yourself (1989) producerede to singler som nåede førstepladsen i Storbritannien, "Hand on Your Heart" og "Tears on My Pillow". Minogues tredje album Rhythm of Love (1990) defineret et vendepunkt i hendes karriere. Hendes fjerde album Let's Get to It blev udgivet i 1991, efterfulgt af opsamlingsalbum Greatest Hits.
Efter skuffende salg Minogue underskrevet med pladeselskabet Parlophone og udgivet Light Years i 2000, hendes tilbagevenden til dance pop. Men hendes album Fever (2001) nåede førstepladsen i over 40 lande, og albummet var den højeste sælgeren af hendes karriere. Hendes næste album Body Language blev offentliggjort i slutningen af 2003 og hendes andet officielle opsamlingsalbum Ultimate Kylie i 2004. I marts 2005 blev Minogue diagnosticeret med brystkræft og tvang hende til at annullere alle optagelse projekter. I 2007 genoptog hun hendes karriere med udgivelsen af hendes tiende album X. Hendes ellevte studiealbum Aphrodite blev udgivet den 5. juli 2010.
Kylie Minogue har solgt 68 millioner albums og over 55 millioner singler på verdensplan.

## Studiealbum
| År   | Albumdetaljer                                                                           | Hitlister | Hitlister | Hitlister | Hitlister | Hitlister | Hitlister | Hitlister | Hitlister | Hitlister | Hitlister | Certificering                                                                             |
| År   | Albumdetaljer                                                                           | AUS       | UK        | ØST       | FRA       | TYS       | IRL       | NZ        | SWE       | SCH       | USA       | Certificering                                                                             |
| ---- | --------------------------------------------------------------------------------------- | --------- | --------- | --------- | --------- | --------- | --------- | --------- | --------- | --------- | --------- | ----------------------------------------------------------------------------------------- |
| 1988 | Kylie - Udgivet : 4. juli 1988 - Formater : LP, CD, kassette                            | 2         | 1         | 15        | 10        | 8         | 1         | 1         | 22        | 7         | 53        | - AUS : 6× Platina - UK : 7× Platina - USA : Guld                                         |
| 1989 | Enjoy Yourself - Udgivet : 9. oktober 1989 - Formater : LP, CD, kassette                | 9         | 1         | —         | 24        | 33        | 1         | 6         | 33        | 13        | 167       | - AUS : Platina - UK : 4× Platina                                                         |
| 1990 | Rhythm of Love - Udgivet : 12. november 1990 - Formater : LP, CD, kassette              | 10        | 9         | —         | —         | —         | 2         | 36        | 44        | —         | —         | - AUS : Platina - UK : Platina                                                            |
| 1991 | Let's Get to It - Udgivet : 14. oktober 1991 - Formater : LP, CD, kassette              | 13        | 15        | —         | —         | —         | —         | —         | —         | —         | —         | - AUS : Guld - UK : Guld                                                                  |
| 1994 | Kylie Minogue - Udgivet : 19. september 1994 - Formater : LP, CD, kassette              | 3         | 4         | —         | —         | 78        | —         | 37        | 39        | 33        | —         | - AUS : Platinum - UK : Platinum                                                          |
| 1997 | Impossible Princess - Udgivet : 27. oktober 1997 - Formater : CD, kassette              | 4         | 10        | —         | —         | 78        | —         | —         | —         | 33        | —         | - AUS : 2× Platina - UK : Sølv                                                            |
| 2000 | Light Years - Udgivet : 25. september 2000 - Formater : CD, kassette                    | 1         | 2         | —         | 50        | 35        | 13        | 8         | 25        | 28        | —         | - AUS : 4× Platina - UK : Platina                                                         |
| 2001 | Fever - Udgivet : 1. oktober 2001 - Formater : CD, kassette                             | 1         | 1         | 1         | 21        | 1         | 1         | 3         | 10        | 3         | 3         | - AUS : 7× Platina - CAN : 2× Platina - EU : 3× Platina - UK : 6× Platina - USA : Platina |
| 2003 | Body Language - Udgivet : 17. november 2003 - Formater : CD, kassette, digital download | 2         | 6         | 23        | 31        | 11        | 19        | 23        | 20        | 8         | 42        | - AUS : 2× Platina - UK : Platina - FRA : Sølv                                            |
| 2007 | X - Udgivet : 21. november 2007 - Formater : CD, kassette, digital download             | 1         | 4         | 16        | 19        | 15        | 14        | 38        | 28        | 9         | 139       | - AUS : Platina - UK : Platina - FRA : Guld                                               |
| 2010 | Aphrodite - Udgivet : 2. juli 2010 - Formater : LP, CD, digital download                | 2         | 1         | 3         | 3         | 3         | 5         | 11        | 9         | 2         | 19        | - AUS : Guld - UK : Guld                                                                  |

## Opsamlingsalbum
| År   | Albumdetaljer                                                                            | Hitlister | Hitlister | Hitlister | Hitlister | Hitlister | Hitlister | Hitlister | Hitlister | Certificering                                       |
| År   | Albumdetaljer                                                                            | AUS       | UK        | ØST       | TYS       | IRL       | NZ        | SVE       | SCH       | Certificering                                       |
| ---- | ---------------------------------------------------------------------------------------- | --------- | --------- | --------- | --------- | --------- | --------- | --------- | --------- | --------------------------------------------------- |
| 1992 | Greatest Hits - Udgivet : 24. august 1992 - Formater : LP, CD, kassette                  | 3         | 1         | —         | 81        | —         | 49        | —         | —         | - AUS : 2× Platina - UK : Platina                   |
| 2000 | Hits+ - Udgivet : 16. oktober 2000 - Format : CD, kassette                               | —         | 41        | —         | —         | —         | —         | —         | —         |                                                     |
| 2002 | Greatest Hits 1987-1992 - Udgivet : 18. november 2002 - Format : CD, kassette            | —         | 20        | —         | —         | 37        | —         | —         | —         | - UK : Platina                                      |
| 2003 | Greatest Hits 1987-1997 - Udgivet : 24. november 2003 - Format : CD, kassette            | —         | —         | —         | —         | —         | —         | —         | —         |                                                     |
| 2003 | Greatest Hits 1987-1999 - Utgivelse : 24. november 2003 - Format : CD                    | 54        | —         | —         | —         | —         | —         | —         | —         |                                                     |
| 2004 | Ultimate Kylie - Udgivet : 22. november 2004 - Formater : CD, kassette, digital download | 5         | 4         | 15        | 10        | 8         | 33        | 23        | 19        | - AUS : 4× Platina - EU : Platina - UK : 2× Platina |

## Andre opsamlingsalbum
| År   | Albumdetaljer                                                                           | Noter                                                                               |
| ---- | --------------------------------------------------------------------------------------- | ----------------------------------------------------------------------------------- |
| 2002 | Confide in Me - Udgivet : 25. maj 2002 - Format : CD, kassette                          | - Europæiske udgivelse, indeholder sanger fra Kylie Minogue og Impossible Princess. |
| 2004 | Kylie Minogue: Artist Collection - Udgivet : 20. september 2004 - Format : CD, kassette | - Europæiske udgivelse, indeholder sanger fra Kylie Minogue og Impossible Princess. |
| 2007 | Confide in Me: The Irresistible Kylie - Udgivet : 16. juli 2007 - Format : CD           | - Europæiske udgivelse, indeholder sanger fra Kylie Minogue og Impossible Princess. |
| 2011 | Kylie Hits - Udgivet : 16. marts 2011 - Format : CD, CD/DVD                             | - Indeholder sanger fra Light Years, Fever, Body Language, X, Aphrodite og remixer. |

## Livealbum
| År   | Albumdetaljer                                                                                 | Hitliste | Hitliste | Hitliste | Hitliste | Hitliste | Hitliste | Certificering |
| År   | Albumdetaljer                                                                                 | AUS      | UK       | ØST      | FRA      | TYS      | SCH      | Certificering |
| ---- | --------------------------------------------------------------------------------------------- | -------- | -------- | -------- | -------- | -------- | -------- | ------------- |
| 1998 | Intimate and Live - Udgivet : 30. november 1998 - Format : CD, kassette                       | 28       | —        | —        | —        | —        | —        |               |
| 2005 | Showgirl - Udgivet : 12. december 2005 - Format : digital download                            | —        | —        | —        | —        | —        | —        |               |
| 2007 | Showgirl Homecoming Live - Udgivet : 8. januar 2007 - Formats: CD, kassette, digital download | 28       | 7        | 55       | 113      | 59       | 54       | - UK : Sølv   |
| 2009 | Kylie: Live in New York - Udgivet : 14. december 2009 - Format : digital download             | —        | —        | —        | —        | —        | —        |               |

## Singler

### 1980'erne
| År   | Sang                      | Placering | Placering | Placering | Placering | Placering | Placering | Placering | Placering | Placering | Placering | Placering | Placering | Placering | Placering | Certificering                            | Album          |
| År   | Sang                      | AUS       | ØST       | BEL       | CAN       | FRA       | TYS       | IRL       | NLD       | NZ        | NOR       | SVE       | SCH       | UK        | US        | Certificering                            | Album          |
| ---- | ------------------------- | --------- | --------- | --------- | --------- | --------- | --------- | --------- | --------- | --------- | --------- | --------- | --------- | --------- | --------- | ---------------------------------------- | -------------- |
| 1987 | "The Loco-Motion"         | 1         | —         | —         | —         | —         | —         | —         | —         | —         | —         | —         | —         | —         | —         | - 3× Platina (AUS)                       | Kylie          |
| 1987 | "I Should Be So Lucky"    | 1         | 4         | 4         | 25        | 4         | 1         | 1         | 14        | 3         | 5         | 13        | 1         | 1         | 28        | - Platina (AUS) - Guld (TYS) - Guld (UK) | Kylie          |
| 1988 | "Got to Be Certain"       | 1         | 8         | 1         | —         | 9         | 6         | 4         | —         | 2         | 6         | 19        | 8         | 2         | —         | - Guld (FRA) - Sølv (UK)                 | Kylie          |
| 1988 | "The Loco-Motion"         | —         | 3         | 1         | 1         | 5         | 3         | 1         | 6         | 8         | 8         | 10        | 2         | 2         | 3         | - Guld (FRA) - Guld (US)                 | Kylie          |
| 1988 | "Je Ne Sais Pas Pourquoi" | 11        | 14        | 3         | —         | 15        | 14        | 2         | 43        | 9         | 10        | 22        | 24        | 2         | —         | - Sølv (UK)                              | Kylie          |
| 1988 | "It's No Secret"          | —         | —         | —         | 22        | —         | —         | —         | —         | 47        | —         | —         | —         | —         | 37        |                                          | Kylie          |
| 1988 | "Turn It into Love"       | —         | —         | —         | —         | —         | —         | —         | —         | —         | —         | —         | —         | —         | —         |                                          | Kylie          |
| 1989 | "Hand on Your Heart"      | 4         | 4         | —         | —         | 8         | 17        | 1         | 19        | 15        | 10        | 17        | 6         | 1         | —         | - Guld (AUS) - Guld (UK)                 | Enjoy Yourself |
| 1989 | "Wouldn't Change a Thing" | 6         | —         | —         | —         | 19        | 24        | —         | —         | 21        | —         | 26        | 27        | 2         | —         |                                          | Enjoy Yourself |
| 1989 | "Never Too Late"          | 14        | —         | —         | —         | 26        | 45        | 1         | 29        | 27        | —         | —         | 23        | 4         | —         | - Sølv (UK)                              | Enjoy Yourself |

### 1990'erne
| År   | Sang                                        | Placering | Placering | Placering | Placering | Placering | Placering | Placering | Placering | Placering | Placering | Placering | Placering | Placering | Placering | Certificering               | Album               |
| År   | Sang                                        | AUS       | ØST       | BEL       | CAN       | FRA       | TYS       | IRL       | NLD       | NZ        | NOR       | SVE       | SCH       | UK        | US        | Certificering               | Album               |
| ---- | ------------------------------------------- | --------- | --------- | --------- | --------- | --------- | --------- | --------- | --------- | --------- | --------- | --------- | --------- | --------- | --------- | --------------------------- | ------------------- |
| 1990 | "Tears on My Pillow"                        | 20        | —         | 9         | 35        | —         | 31        | 2         | 19        | 33        | —         | 3         | 23        | 1         | —         | - Sølv (UK)                 | Enjoy Yourself      |
| 1990 | "Better the Devil You Know"                 | 4         | 27        | 3         | —         | 13        | 24        | 4         | 16        | 27        | —         | 13        | 21        | 2         | —         | - Guld (AUS) - Sølv (UK)    | Rhythm of Love      |
| 1990 | "Step Back in Time"                         | 5         | —         | —         | —         | 23        | 36        | 4         | 35        | 21        | —         | 19        | 29        | 4         | —         | - Guld (AUS)                | Rhythm of Love      |
| 1991 | "What Do I Have to Do?"                     | 11        | —         | —         | —         | 50        | 48        | 7         | 81        | —         | —         | —         | —         | 6         | —         | - Guld (AUS)                | Rhythm of Love      |
| 1991 | "Shocked"                                   | 7         | —         | —         | —         | 50        | —         | 2         | —         | —         | —         | —         | —         | 6         | —         |                             | Rhythm of Love      |
| 1991 | "Word Is Out"                               | 10        | —         | —         | —         | 50        | —         | 8         | —         | —         | —         | —         | —         | 16        | —         |                             | Let's Get to It     |
| 1991 | "If You Were with Me Now"                   | 23        | —         | —         | —         | —         | 61        | 7         | —         | —         | —         | —         | —         | 4         | —         |                             | Let's Get to It     |
| 1992 | "Give Me Just a Little More Time"           | 24        | —         | —         | —         | —         | 51        | 6         | 60        | —         | —         | —         | —         | 2         | —         |                             | Let's Get to It     |
| 1992 | "Finer Feelings"                            | 60        | —         | —         | —         | —         | 61        | 16        | —         | —         | —         | —         | —         | 11        | —         |                             | Let's Get to It     |
| 1992 | "What Kind of Fool (Heard All That Before)" | 17        | —         | —         | —         | —         | 81        | 22        | —         | —         | —         | —         | —         | 14        | —         |                             | Greatest Hits       |
| 1992 | "Celebration"                               | 21        | —         | —         | —         | —         | —         | 11        | —         | —         | —         | —         | —         | 20        | —         |                             | Greatest Hits       |
| 1994 | "Confide in Me"                             | 1         | —         | —         | —         | 10        | 50        | 12        | 38        | 12        | —         | 10        | 20        | 2         | —         | - Platina (AUS) - Sølv (UK) | Kylie Minogue       |
| 1994 | "Put Yourself in My Place"                  | 11        | —         | —         | —         | —         | 87        | —         | —         | —         | —         | —         | —         | 11        | —         | - Guld (AUS)                | Kylie Minogue       |
| 1995 | "Where Is the Feeling?"                     | 31        | —         | —         | —         | —         | —         | —         | —         | —         | —         | —         | —         | 16        | —         |                             | Kylie Minogue       |
| 1997 | "Some Kind of Bliss"                        | 27        | —         | —         | —         | —         | —         | —         | —         | 46        | —         | —         | —         | 22        | —         |                             | Impossible Princess |
| 1997 | "Did It Again"                              | 15        | —         | —         | —         | —         | —         | —         | —         | —         | —         | —         | —         | 14        | —         | - Guld (AUS)                | Impossible Princess |
| 1998 | "Breathe"                                   | 23        | —         | —         | —         | —         | —         | —         | —         | —         | —         | —         | —         | 14        | —         |                             | Impossible Princess |
| 1998 | "Cowboy Style"                              | 39        | —         | —         | —         | —         | —         | —         | —         | —         | —         | —         | —         | —         | —         |                             | Impossible Princess |

### 2000'erne
| År   | Sang                           | Placering | Placering | Placering | Placering | Placering | Placering | Placering | Placering | Placering | Placering | Placering | Placering | Placering | Placering | Certificering                                                                 | Album          |
| År   | Sang                           | AUS       | ØST       | BEL       | CAN       | FRA       | TYS       | IRL       | NLD       | NZ        | NOR       | SVE       | SCH       | UK        | US        | Certificering                                                                 | Album          |
| ---- | ------------------------------ | --------- | --------- | --------- | --------- | --------- | --------- | --------- | --------- | --------- | --------- | --------- | --------- | --------- | --------- | ----------------------------------------------------------------------------- | -------------- |
| 2000 | "Spinning Around"              | 1         | —         | 25        | —         | 19        | 37        | 1         | 18        | 2         | —         | 29        | 17        | 1         | —         | - Platina (AUS) - Sølv (UK)                                                   | Light Years    |
| 2000 | "On a Night Like This"         | 1         | —         | 16        | —         | 28        | 47        | 16        | 18        | 35        | —         | 21        | 51        | 2         | —         | - Platina (AUS)                                                               | Light Years    |
| 2000 | "Kids" (med Robbie Williams)   | 5         | —         | 38        | —         | —         | 39        | 9         | 24        | 5         | —         | 29        | 24        | 2         | —         | - Guld (AUS) - Sølv (UK)                                                      | Light Years    |
| 2000 | "Please Stay"                  | 15        | —         | 13        | —         | —         | —         | 34        | 69        | —         | —         | 47        | —         | 10        | —         | - Guld (AUS)                                                                  | Light Years    |
| 2001 | "Your Disco Needs You"         | 20        | 70        | —         | —         | —         | 31        | —         | —         | —         | —         | —         | 27        | —         | —         |                                                                               | Light Years    |
| 2001 | "Butterfly"                    | —         | —         | —         | —         | —         | —         | —         | —         | —         | —         | —         | —         | —         | —         |                                                                               | Light Years    |
| 2001 | "Can't Get You Out of My Head" | 1         | 1         | 1         | 3         | 1         | 1         | 1         | 1         | 1         | 1         | 1         | 1         | 1         | 7         | - 3x Platina (AUS) - Platina (FRA) - Platina (TYS) - Platina (UK) - Guld (US) | Fever          |
| 2002 | "In Your Eyes"                 | 1         | 22        | 11        | 11        | 24        | 6         | 6         | 15        | 18        | —         | 19        | 8         | 3         | —         | - Guld (AUS) - Sølv (UK)                                                      | Fever          |
| 2002 | "Love at First Sight"          | 3         | 29        | 28        | 5         | 33        | 16        | 7         | 15        | 9         | —         | 36        | 22        | 2         | 23        | - Guld (AUS) - Sølv (UK)                                                      | Fever          |
| 2002 | "Come into My World"           | 4         | 59        | 35        | 15        | 78        | 47        | 11        | 35        | 20        | —         | —         | 66        | 8         | 91        | - Guld (AUS)                                                                  | Fever          |
| 2003 | "Slow"                         | 1         | 20        | 9         | 6         | 45        | 8         | 5         | 8         | 9         | 4         | 16        | 18        | 1         | 91        | - Platina (AUS)                                                               | Body Language  |
| 2004 | "Red Blooded Woman"            | 4         | 23        | 20        | —         | 33        | 16        | 9         | 21        | 19        | —         | 28        | 15        | 5         | —         |                                                                               | Body Language  |
| 2004 | "Chocolate"                    | 14        | 58        | 43        | 19        | 69        | 43        | 26        | 45        | —         | —         | —         | 53        | 6         | —         |                                                                               | Body Language  |
| 2004 | "I Believe in You"             | 6         | 4         | 20        | —         | 35        | 12        | 9         | 14        | 29        | 13        | 16        | 6         | 2         | —         | - Gull (AUS)                                                                  | Ultimate Kylie |
| 2005 | "Giving You Up"                | 8         | 45        | 25        | —         | —         | 27        | 20        | 23        | —         | —         | —         | 40        | 6         | —         |                                                                               | Ultimate Kylie |
| 2007 | "2 Hearts"                     | 1         | 14        | 25        | 60        | 15        | 13        | 12        | 29        | 34        | 6         | 3         | 10        | 4         | —         | - Guld (AUS)                                                                  | X              |
| 2008 | "Wow"                          | 11        | 72        | 37        | —         | 15        | 41        | 10        | 36        | —         | —         | 32        | 51        | 5         | —         | - Sølv (UK)                                                                   | X              |
| 2008 | "In My Arms"                   | 35        | 16        | 11        | —         | 10        | 8         | 15        | 33        | —         | —         | 15        | 4         | 10        | —         |                                                                               | X              |
| 2008 | "All I See"                    | —         | —         | —         | 81        | —         | —         | —         | —         | —         | —         | —         | —         | —         | —         |                                                                               | X              |
| 2008 | "The One"                      | —         | —         | 15        | —         | —         | —         | —         | —         | —         | —         | —         | —         | 36        | —         |                                                                               | X              |

### 2010'erne
| År   | Sang                                   | Placering | Placering | Placering | Placering | Placering | Placering | Placering | Placering | Placering | Placering | Placering | Certificering            | Album     |
| År   | Sang                                   | AUS       | ØST       | BEL       | FRA       | TYS       | IRL       | NLD       | NZ        | SVE       | SCH       | UK        | Certificering            | Album     |
| ---- | -------------------------------------- | --------- | --------- | --------- | --------- | --------- | --------- | --------- | --------- | --------- | --------- | --------- | ------------------------ | --------- |
| 2010 | "All the Lovers"                       | 13        | 5         | 8         | 3         | 10        | 6         | 61        | —         | 33        | 6         | 3         | - Guld (AUS) - Sølv (UK) | Aphrodite |
| 2010 | "Get Outta My Way"                     | 69        | 61        | 5         | 29        | 41        | 33        | —         | —         | —         | 23        | 12        |                          | Aphrodite |
| 2010 | "Better than Today"                    | 55        | 63        | —         | —         | —         | —         | —         | —         | —         | 32        | 32        |                          | Aphrodite |
| 2011 | "Put Your Hands Up (If You Feel Love)" | 50        | —         | —         | —         | —         | —         | —         | —         | —         | —         | 93        |                          | Aphrodite |